# Ruta Estatal de Nevada 158
La Ruta Estatal de Nevada 158, y abreviada SR 158 (en inglés: Nevada State Route 158) es una carretera estatal estadounidense ubicada en el estado de Nevada. La carretera inicia en el Sur desde la SR 157     en Mount Charleston hacia el Norte en la  SR 156     en Lee Canyon. La carretera tiene una longitud de 14,3 km (8.882 mi).

## Mantenimiento
Al igual que las autopistas interestatales, y las rutas federales y el resto de carreteras estatales, la Ruta Estatal de Nevada 158 es administrada y mantenida por el Departamento de Transporte de Nevada por sus siglas en inglés Nevada DOT.